# CD32
CD32 هوَ بروتين يُشَفر بواسطة جين CD32 في الإنسان.